# Couche D″
La couche D’’ est une zone profonde de la Terre ayant des propriétés sismiques remarquables. Elle correspond en effet à de fortes variations latérales de la vitesse des ondes sismiques, incluant aussi des zones avec des vitesses particulièrement faibles. Cette couche appartient au manteau terrestre et se situe précisément à l'interface avec le noyau.
Les faibles vitesses sismiques sont très probablement dues à la présence de roches partiellement fondues. S'il existe bel et bien une couche liquide, elle est sans doute à l'origine des panaches alimentant des volcans de points chauds.